# Microdon inermis
Microdon inermis är en tvåvingeart som beskrevs av Friedrich Hermann Loew 1858. Microdon inermis ingår i släktet myrblomflugor, och familjen blomflugor. Inga underarter finns listade i Catalogue of Life.